# Reserva Natural de Barsakelmes
La Reserva Natural de Barsakelmes (rus Барсакельмесский заповедник / Barsakelmesski zapovédnik, Kazakh Барсакелмес қорығы / Barsakelmes Khorigui) és una reserva natural situada a la província de Khizilordà del Kazakhstan, a l'Àsia central. Protegeix l'antiga illa del mar d'Aral de Barsakelmes i inclou àmplies zones circumdants del llit d'un llac sec en l'actualitat. Ara abraça 160.826 hectàrees i és avui fortament influenciat per la dessecació del mar d'Aral. Les àrees seques de la reserva estan habitades entre d'altres per hemions, saigues i gaseles perses.

## Ubicació
Barsakelmes va ser reconegut el 1939 com una àrea protegida. La reserva es troba a la zona del Mar d'Aral, i inclou àrees que havien estat per sota del nivell de l'aigua, però estan secs en l'actualitat. Es compon de dos grups, un al voltant de l'antiga illa de Barsakelmes i les antigues illes Kaskakulan i Uzun-Kair. Originalment consistia només en l'antiga illa de Barsakelmes. El 2006 l'àrea es va incrementar deu vegades i avui també inclou altres antigues illes i zones seques. Ara s'estén sobre 160.826 hectàrees.
La Reserva Natural de Barsakelmes és l'únic en el món situat en una zona d'una catàstrofe ecològica d'escala global. Estudis de seguiment són la base per a les observacions a llarg termini dels processos naturals.

## Vegetació
La vegetació es compon principalment d'estepes seques amb unes 250 espècies de plantes constitueixen la seva flora. Els antics territoris d'ultramar avui són pantans salats i dunes de sorra.

## Fauna silvestre
Els grans animals importants de la reserva són salvatges: hemió, saiga d'estepa i gasela persa. Aquests ungulats es trobaven originalment a de Barsakelmes, quan l'àrea va ser designada com a àrea protegida. El 1983 hi vivien 200 saigues, 160 gaseles perses i 240 hemions a l'illa. En particular, molts dels hemions es van traslladar en altres reserves, mentre s'apropava al límit de capacitat. El 2008 a la zona de l'àrea protegida hi vivien 273 hemions, 170 saigues i 67 gaseles perses. Altres espècies de mamífers són el llop eurasiàtic, la guineu comuna, la guineu de l'estepa, la llebre de Tolai, l'hàmster migratori, Allactaga, l'eriçó orellut i l'esquirol terrestre. Un total de 27 espècies de mamífers es troben a la reserva. A l'àrea de la reserva hi viuen al voltant de 175 espècies d'aus, 22 espècies de rèptils i dues espècies d'amfibis.